# マーク・ウィリアムズ (俳優)
マーク・ウィリアムズ（Mark Williams、1959年8月22日 - ）は、イングランドの俳優、脚本家、プレゼンター。

## 人物
映画『ハリーポッターシリーズ』のアーサー・ウィーズリー役で知られて、BBCの人気スケッチ・コメディー番組である『ザ・ファストショー』の出演者としても知られている。
2012年にはイギリスのSFドラマ『ドクター・フー』第7シリーズ第2話「恐竜たちの船」にローリー・ウィリアムズ（演:アーサー・ダーヴィル）の父ブライアン役で初出演し、『ハリーポッターシリーズ』でアーガス・フィルチを演じたデイビッド・ブラッドリーと再び共演した。第4話「キューブのパワー」にもブライアン役で出演。両作は後に『ドクター・フー』の番組製作総指揮に着任するクリス・チブナルによる作品であった。